# Gonomyia tetonensis
Gonomyia tetonensis là một loài ruồi trong họ Limoniidae. Chúng phân bố ở miền Tân bắc.